# Уилкокс, Брюс
Брюс Уилкокс (англ. Bruce Wilcox, род. в 1951) — известный программист в области искусственного интеллекта. Создатель программы Rose, выигравшей премию Лёбнера в 2014 и 2015 годах .

## Работа

### MTS/LISP и Компьютерное Го
Уилкокс написал MTS/LISP-интерпретатор (LISP-системы, используемые в Мичиганском университете совместно с некоторыми другими вузами, в том числе с Пенсильванским университетом и Брауновским университетом) ещё в начале 1970-х годов, чтобы написать «Программу Го» для доктора Уолтера Рейтмана (компилятор написал Кэрол Хафнер). «Программа Го» была первой, которая смогла дать 9 камней гандикапа для человека-новичка и выиграть.
В начале 1980-х годов Уилкокс написал программу по игре в го для IBM-PC NEMESIS Go Master, которая позднее вышла в Японии под названием Taikyoku Igo.
Уилкокс стал соучредителем Toyogo, Inc. — компании, которая создала первое автоматическое устройство для игры в Go (1987—2004). Впоследствии компания обанкротилась.
Уилкокс является соавтором книги под названием «ЕЗ-ГО, Восточные Стратегии в двух словах» (англ. EZ-GO, Oriental Strategy in a Nutshell) и интерактивных программных «книг» Го Додзе: контактные бои (англ. Go Dojo: Contact Fights) и Го Додзе: секторные бои (англ. Go Dojo: Sector Fights).

### Последующая работа
Уилкокс был «ИИ-Гуру» для компании 3do (1995—2003), сейчас работает над такими играми, как Army Men, (PC), Godai Elemental Force (PS2) и Jacked (PS2). Он консультировал Fujitsu Labs (2003—2007) в ряде областей, в том числе в направлении зондирования. Уилкокс работал в женской мобильной компании LimeLife (2005—2008).
Уилкокс работал основным инженером в Telltale Games с 2010 по 2012 год, работая над такими играми, как Poker Night at the Inventory, Back to the Future, Jurassic Park, Hector: Badge of Carnage и Walking Dead.

### Технологии чатбота
Уилкокс работал над технологией чатбота для Avatar Reality, под названием CHAT-L. Его чатбот «Сюзетт» был показан в 2009 году на Соревновании виртуальных собеседников и заслужил звание «Лучший новый бот», став вторым наиболее популярным ботом. Затем, в 2010 году «Сюзетт» выиграла премию Лебнера. Сюзетт была написана на ChatScript — язык, основой которого является CHAT-L. Сейчас исходный код ChatScript доступен на сайте sourceforge.
В 2011 году Уилкокс снова выиграл премию Лебнера с новым чатботом «Розетта». В 2012 году бот Уилкокса «Анджела» занял 2-е место среди кандидатов на премию Лебнера, а в 2013 году бот «Роза» занял 3-е место.
В июне 2012 года компания Outfit7 выпустила популярное приложение под названием «Том любит Анджелу», написанное на ChatScript, в первую очередь по сценарию Брюса и его жены Сью. Как чатбот «Анджела» заняла 3-е место в Битве Чатботов (ChatbotBattles 2012) и получила приз за лучший 15-минутный разговор.
В 2012 году Брюс Уилкокс и его жена Сью основали компанию Brillig Understanding, которая занимается созданием чатботов и интерфейсов естественного языка, используя открытый исходный код ChatScript.
В 2014 году ещё один бот Брюса Уилкокса «Роуз» выиграл премию Лебнера, повторив свой успех в 2015 году.